# Allyson Felixová
Allyson Felixová, nepřechýleně Allyson Felix (* 18. listopadu 1985 Los Angeles, Kalifornie) je americká sportovkyně, atletka, sprinterka, olympijská vítězka z Letních olympijských her 2008 v Pekingu ve štafetě na 4 × 100 metrů a olympijská vítězka z Letních olympijských her 2012 v Londýně v závodě na 200 metrů a v obou štafetách, devítinásobná mistryně světa z let 2005 (1 titul), 2007 (3 tituly), 2009 (2 tituly), 2011 (2 tituly) a 2015 (1 titul).

## Kariéra
Lehké atletice se věnuje od svých 9 let. Svoji první stříbrnou olympijskou medaili získala na LOH 2004 v Aténách ve sprintu na 200 metrů časem 22,18 sekundy. Tento svůj úspěch zopakovala i o čtyři roky později v Pekingu. Mistryní světa v běhu na 200 metrů se stala poprvé ve věku 19 let na Mistrovství světa v atletice 2005 v Helsinkách (jakožto nejmladší žena v historii šampionátu). Tento svůj úspěch zopakovala i na Mistrovství světa v atletice 2007 v japonské Osace časem 21,81 sekundy (což byl její tehdejší osobní rekord) a potřetí také na Mistrovství světa v atletice 2009 v Berlíně.
Na Mistrovství světa v atletice 2007 v Osace se stala druhou ženou-atletkou, která na jednom mistrovství získala tři zlaté medaile. Dvě zlaté získala v obou amerických štafetách na 4 × 400 metrů i na 4 × 100 metrů.
Po druhém zisku titulu mistryně světa v běhu na 200 metrů v Osace toužila svůj úspěch zopakovat i na Letních Olympijských hrách v Pekingu, zde ale získala pouze stříbrnou olympijskou medaili za vítězkou Jamajčankou Veronicou Campbellovou-Brownovou. Zlatou olympijskou medaili si z Pekingu odvezla pouze ze štafety na 4 × 400 metrů.
Na Mistrovství světa v atletice 2009 v Berlíně, nastoupila na trati 200 metrů a v americké štafetě na 4 × 400 metrů. Už v kvalifikacích na trati 200 metrů její nejlepší čas napovídal, že je připravena na své třetí vítězství v řadě, což se jí nakonec opravdu i podařilo.
S 9 tituly mistryně světa se jedná o jednu z nejúspěšnějších žen-atletek v historii světových šamponátů v lehké atletice všech dob. Na světovém šampionátu v jihokorejském Tegu v roce 2011 vybojovala čtyři cenné kovy (běh na 400 metrů – stříbro, běh na 200 metrů – bronz, štafeta 4 × 400 metrů – zlato, štafeta 4 × 100 metrů – zlato) a stala se tak nejúspěšnějším sportovcem celého šampionátu.

## Umístění
| Rok  | Závod                                        | Město                           | Výsledek | Disciplína     |
| ---- | -------------------------------------------- | ------------------------------- | -------- | -------------- |
| 2004 | Olympijská kvalifikace USA                   | Sacramento, Kalifornie          | 1.       | 200m           |
| 2004 | Letní olympijské hry 2004                    | Atény, Řecko                    | 2.       | 200m           |
| 2005 | USATF Mistrovství Spojených států amerických | Carson, Kalifornie              | 1.       | 200m           |
| 2005 | Mistrovství světa v atletice 2005            | Helsinki, Finsko                | 1.       | 200m           |
| 2006 | Světové atletické finále                     | Stuttgart, Německo              | 1.       | 200m           |
| 2006 | Světové atletické finále                     | Stuttgart, Německo              | 3.       | 100m           |
| 2007 | USATF Mistrovství Spojených států amerických | Indianapolis, Indiana           | 1.       | 200m           |
| 2007 | Mistrovství světa v atletice 2007            | Ósaka, Japonsko                 | 1.       | 200m           |
| 2007 | Mistrovství světa v atletice 2007            | Ósaka, Japonsko                 | 1.       | štafeta 4x100m |
| 2007 | Mistrovství světa v atletice 2007            | Ósaka, Japonsko                 | 1.       | štafeta 4x400m |
| 2008 | Letní olympijské hry 2008                    | Peking, Čínská lidová republika | 2.       | 200m           |
| 2008 | Letní olympijské hry 2008                    | Peking, Čínská lidová republika | 1.       | štafeta 4x400m |
| 2009 | Mistrovství světa v atletice 2009            | Berlín, Německo                 | 1.       | 200m           |
| 2009 | Mistrovství světa v atletice 2009            | Berlín, Německo                 | 1.       | štafeta 4x400m |
| 2012 | Letní olympijské hry 2012                    | Londýn, Spojené království      | 1.       | 200m           |
| 2012 | Letní olympijské hry 2012                    | Londýn, Spojené království      | 1.       | štafeta 4x100m |
| 2012 | Letní olympijské hry 2012                    | Londýn, Spojené království      | 1.       | štafeta 4x400m |

## Osobní rekordy
| Trať             | Čas (sekundy) | Místo                          | Datum            |
| ---------------- | ------------- | ------------------------------ | ---------------- |
| Běh na 60 metrů  | 7,32          | Roxbury, Massachusetts, USA    | 28. února 2004   |
| Běh na 100 metrů | 10,93         | Dauhá, Katar                   | 9. května 2008   |
| Běh na 200 metrů | 21,69         | Eugene, Spojené státy americké | 1. července 2012 |
| Běh na 300 metrů | 36,33         | Fayetteville, Arkansas, USA    | 9. února 2007    |
| Běh na 400 metrů | 49,26         | Peking, Čína                   | 27. srpna 2015   |

- Běh na 4 × 100 metrů – 40,82 s (LOH 2012, Londýn)  (Současný světový rekord)

- Všechny informace jsou z osobního profilu podle IAAF.[1]